# Aromatic-idrossilammina O-acetiltransferasi
La aromatico-idrossilammina O-acetiltransferasi è un enzima appartenente alla classe delle transferasi, che catalizza la seguente reazione:
N-idrossi-4-acetillamminodifenile + N-idrossi-4-amminodifenile ⇄ N-idrossi-4-amminodifenile + N-acetossi-4-amminodifenile
L'enzima trasferisce i gruppi N-acetili di alcuni acetidrossammati aromatici alla posizione O di alcune idrossilammine aromatiche.